# Cristina Cunha
Cristina Cunha (Guimarães, 02 de Outubro de 1971) é uma atriz portuguesa.
Em televisão participou em "A Lenda da Garça", "O Último Beijo", "Anjo Selvagem", "Saber Amar", "Morangos com Açúcar, série V", "Deixa que te Leve", "Lua Vermelha", "Laços de Sangue", "Anjo meu", "Louco Amor", "Dancin`Days", "Mundo ao Contrário" e "Água de Mar", etc.
Integrou o elenco principal de séries como: "Um lugar para Viver", "Voo directo", "Pai à força", "Casos da Vida", "Maternidade" e "Sinais de Vida".
Participou nos telefilmes: "Falsas Esperanças", "Há sempre um amanhã".
Em cinema fez a longa-metragem Um Tiro no Escuro de Leonel Vieira. e "Rainha Jinga".
Esteve na formação do Teatro Oficina em Guimarães onde trabalhou como actriz e como figurinista até ao ano de 1998. Esteve na formação do Centro Experimental de Formação e Pesquisa Teatral em Natal (Brasil), onde trabalhou como actriz e figurinista e foi responsável pelo núcleo de Cenografia e Figurinos. 
Até 2001 desenvolveu o seu trabalho no Brasil, onde se apresentou em teatros de norte a sul do país e deu formação de Construção de Máscaras, Marionetas e Figurinos.
De regresso a Portugal, participou em projectos de cenografia e figurinos em variados espectáculos teatrais. 
Desenvolve paralelamente um trabalho de pesquisa junto do público infantil, que tem como base a criatividade.
Desde 1997 que tem participado como actriz em vários trabalhos de televisão, cinema e publicidade.
É responsável pelo projecto Oficina Excêntrica, projecto descentralizado que trabalha a construção plástica do teatro,  concebido , implementado e desenvolvido por si, apoiado pela Câmara Municipal de Guimarães, que promoveu entre Abril de 2017 e Dezembro de 2018 um programa de formação e experimentação voltado para a população das freguesias de Guimarães. 

## Televisão
- Elenco adicional em "Teorias da Conspiração", Mulher do Primeiro Ministro, RTP 2019
- Elenco adicional em "Rainha das Flores", Gémeas Luísa e Áurea, SP/SIC 2017
- Elenco adicional em "Aqui Tão Longe", Mónica, SP/RTP 2016
- Elenco adicional em "Poderosas", Fátima, SP/SIC 2016
- Elenco adicional em "Coração D'Ouro", Cila, SP/SIC 2015
- Elenco adicional em "Santa Bárbara", Jornalista, Plural/TVI 2015
- Elenco adicional em "Água de Mar", Ivone, CORAL Europa/RTP 2014/1415
- Elenco adicional em “Mundo ao Contrário” , Madalena, Plural / TVI 2013
- Elenco principal em episódio “Sinais de Vida” (Serie) , SP/RTP 2013
- Elenco adicional em “Dancin Days"” , Juíza -  SP/ SIC 2012
- Elenco adicional em “Louco Amor” - Plural/TVI 2012
- Elenco adicional em "Laços de Sangue", Sara, SP/SIC 2011[2]
- Participação especial em "Anjo Meu", Maria Luísa Rebelo da Cunha, PLURAL/TVI 2011
- Elenco principal de episódio em "Pai à Força", SP/RTP, 2011
- Elenco principal de episódio em “Voo directo"” - SP/RTP 2010
- Elenco principal de episódio  em "Um lugar para Viver, Plano 6/TVI, 2010
- Elenco principal de episódio “Maternidade” - SP/RTP 2010
- Elenco principal em "Lua Vermelha", Magda Sousa, SP/SIC 2010
- Elenco adicional em "Deixa Que Te Leve", PLURAL/TVI 2009
- Elenco principal em “Falsas esperanças” - PLURAL/ TVI 2009
- Protagonista em "Casos da Vida", Mónica, TVI 2008
- Elenco principal em "Morangos Com Açúcar", Olga Dias PLURAL/TVI 2007-2008
- Elenco adicional em "Saber Amar", Verónica NBP, TVI 2003
- Elenco principal  em "O Último Beijo", Célia NBP/TVI 2002
- Elenco adicional em "Anjo Selvagem", Lígia, NBP/TVI 2001
- Elenco principal em "A Lenda da Garça", Fátima Antunes NBP/ RTP 1999

## Cinema
- Filipa na longa-metragem "Um Tiro no Escuro", de Leonel Vieira, 2004
- Dona Ana na longa metragem "Rainha Njinga", de Sérgio Graciano, 2013

## Teatro - Atriz
- 2018 - "AUTO DO MENINO DEUS" - Texto e encenação: Moncho Rodriguez
- 2008 - “BULULÚ ESTÓRIAS DA INVENÇÃO DO MUNDO” - Texto e Encenação: Moncho Rodriguez
- 2006 - “CASTELO DAS PAIXÕES” - Texto e Encenação: Moncho Rodriguez
- 2001 - “DESENCANTOS DO DIABO”, Brasil - Texto: Ronaldo de Brito (BR) / Encenação: Moncho Rodriguez
- 2000 - “TROVADOR ENCANTADO”, Brasil - Texto: Lourdes Ramalho (BR) / Encenação: Moncho Rodriguez
- 1999 - “LAUDAMUCO, SENHOR DE NENHURES” - Texto: Roberto Vidal Bolaño / Encenação: Moncho Rodriguez
- 1998 - “AUTO DO AMOR E DO INFERNO” - Texto: Gil Vicente / Encenação: Moncho Rodriguez
- 1998 - “CONSTANÇA” - Texto e Direcção: Moncho Rodriguez
- 1997 - “O BOBO” - Adapt. Norberto Ávila de “O Bobo” de Alexandre Herculano / Encenação: Moncho Rodriguez
- 1996 - “A PAIXÃO SEGUNDO JOÃO MATEUS” - Texto: Norberto Ávila / Encenação: Moncho Rodriguez
- 1996 - “ÓPERA DO CIÚME” - Adaptação de "Woyzek" / Encenação: Moncho Rodriguez
- 1995-96 - “A BELA E O MONSTRO” - Texto e Direcção: Moncho Rodriguez
- 1994 - “O REINO DE PRESTE JOÃO” - Texto: Lourdes Ramalho / Encenação: Moncho Rodriguez

## Teatro - Figurinista
- 2008 - "BULULÚ-ESTÓRIAS DA INVENÇÃO DO MUNDO" Encenação: Moncho Rodriguez, Teatro Invisível. Lisboa
- 2007 - "O BEIJO DA MULHER ARANHA" Texto: Manuel Puig / Encenação: Almeno Gonçalves, Teatro Mundial
- 2006 - "O PÁSSARO DE PAPEL", Texto e Encenação: Moncho Rodriguez, Co-prod: Teatro Cine de Torres Vedras e Sebrae, Brasil
- 2006 - "STELLA E SIMÃO". Encenação: Susana Arrais, Teatro Mundial
- 2005 - "MOSQUETE", Texto: Ângelo Beolco, Comédia Mosqueta / Encenação: Pedro Giestas, Comédias do Minho
- 2004 - "O ESPELHO ÚNICO", Texto: António Torrado / Encenação: José Martins, Comédias do Minho
- 2003 - "D’ALMA, OS ÚLTIMOS DIAS DE FLORBELA ESPANCA", Encenação: William Gavião, Cair-te, Porto
- 2002 - "O AUTO DO PRIMEIRO VOO" (Marionetas), Texto e Encenação: Nuno Bernardo. Lisboa
- 2001 - "DITIRAMBOS, O ROMANCE DA DONZELA TEODORA", Brasil, Centro Experimental de Formação e Pesquisa Teatral. Natal, Brasil
- 2001 - "DESENCANTOS DO DIABO", Brasil, Texto: Ronaldo de Brito (BR) / Encenação: Moncho Rodriguez. Natal, Brasil
- 2000 - "ENSAIO", Duncan – Companhia de Dança / Coreografa: Diana Fontes. Natal, Brasil
- 2000 - "O TROVADOR ENCANTADO", Texto: Lourdes Ramalho / Encenação: Moncho Rodriguez, Campina Grande, Brasil
- 1999 - "LAUDAMUCO, SENHOR DE NENHURES" Texto: Roberto Vidal Bolaño / Encenação: Moncho Rodriguez, Teatro Oficina, Guimarães
- 1998 - "AUTO DO AMOR E DO INFERNO" Texto: Gil Vicente / Encenação: Moncho Rodriguez. Teatro Oficina, Guimarães
- 1998 - "CONSTANÇA", Texto e Direcção: Moncho Rodriguez, Teatro Oficina, Guimarães
- 1997 - "O BOBO", Adapt. Norberto Ávila de “ O Bobo” de Alexandre Herculano / Encenação: Moncho Rodriguez – Teatro Oficina, Guimarães
- 1996 - "A PAIXÃO SEGUNDO JOÃO MATEUS", Texto: Norberto Ávila / Encenação: Moncho Rodriguez. Teatro Oficina, Guimarães
- 1996 - "REINO DESEJADO", Texto de Ronaldo de Brito / Encenação: Luis Carlos Vasconcelos, Agustin Iglésias (Teatro Guirigai, Madrid), João Pessoa, Brasil
- 1996 - "ÓPERA DO MILHO" Texto: Literatura Popular / Encenação: Moncho Rodriguez, Antónia Bueno, Agustin Iglésias, Aracaju, Sergipe, Brasil